# Rorippa aquatica
Rorippa aquatica är en korsblommig växtart som först beskrevs av Amos Eaton, och fick sitt nu gällande namn av Ernest Jesse Palmer och Julian Alfred Steyermark. Rorippa aquatica ingår i släktet fränen, och familjen korsblommiga växter. Inga underarter finns listade i Catalogue of Life.

## Bildgalleri

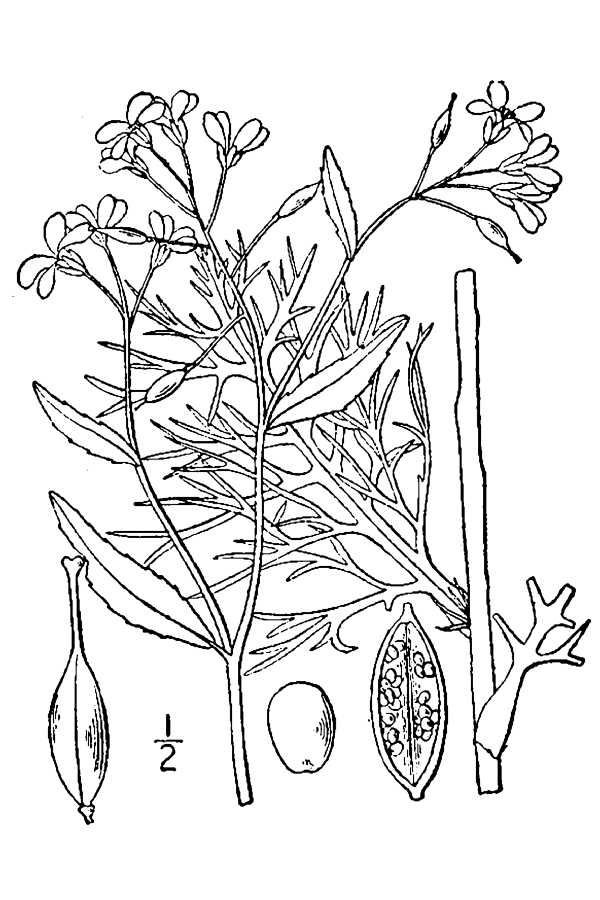